# Kyoko Terase
Kyoko Terase (寺瀬 今日子, Terase Kyōko) (nascida em 5 de julho, 1958) é um seiyuu japonesa contratada pela Aoni Production. Reside em Tóquio. No passado, ela já foi creditava sob o nome Megumi Terase (寺瀬 めぐみ, Terase Megumi).

## Papéis

### TV anime
- Pokémon: Advanced Generation - Yoshie
- Yawara! A Fashionable Judo Girl - Mãe de Sayaka

### OVA
- Tomoe ga Yuku -  Kaori Mishima
- Kishin Corps: Alien Defender Geo-Armor - Helen

### Jogos eletrônicos
- Super Schwarzschild - Narradora
- Super Schwarzschild II - Narradora
- Dragon Slayer: The Legend of Heroes - Silphie
- Policenauts - Meryl Silverburgh
- Metal Gear Solid - Meryl Silverburgh
- Metal Gear Solid 2: Sons of Liberty - Olga Gurlukovich
- Metal Gear Solid 4: Guns of the Patriots - Meryl Silverburgh

### Outras dublagens
- Babylon 5 - Susan Ivanova

### Tokusatsu
- Mahou Sentai Magiranger - Sphinx (voz)